# Tengiz Sigua
Tengiz Sigua (9. listopadu 1934 – 21. ledna 2020) byl gruzínský politik a premiér země (funkci vykonával od listopadu 1990 do srpna 1991 a od ledna 1992 do srpna 1993). Původním povoláním byl inženýr v oblasti metalurgie.
Do politiky vstoupil koncem 80. let, když se začal hroutit Sovětský svaz. V roce 1990 se stal předsedou Rustaveliho Spolku a byl také vedoucím expertní skupiny politického uskupení Kulatý Stůl – Svobodná Gruzie. 14. listopadu 1990 byl zvolen v prvních gruzínských demokratických volbách do gruzínského parlamentu a prezident Zviad Gamsachurdia ho o den později jmenoval premiérem. Tuto funkci vykonával až do 18. srpna 1991, když odstoupil z funkce na protest proti diktátorským tendencím prezidenta Gamsachurdii. Společně s náčelníkem Národní Gardy Tengizem Kitovanim zformoval opozici, která prezidenta svrhla v puči z prosince 1991 a ledna 1992.
Po Gamsachurdiově pádu se stal vedoucím členem Vojenské rady, která nejprve formálně zbavila Gamsachurdiu mandátu a přetransformovala se do civilní Národní rady. Národní rada si pak zvolila do čela Eduarda Ševardnadzeho, se kterým se Sigua také brzy názorově rozešel a 6. srpna 1993 opět rezignoval na své funkce, když parlament dvakrát po sobě neschválil státní rozpočet na další rok. Opět se přidal k opozici proti vládě a podporoval vojenské řešení války v Abcházii.
V lednu 1995 byl na několik měsíců společně s Tengizem Kitovanim uvězněn za vytvoření ilegální ozbrojené složky, když plánoval pochod asi 1400 ozbrojených gruzínských uprchlíků do Abcházie, aby znovu vyvolal konflikt. Po propuštění odešel z aktivní politiky.